# Нема алтернативе
Нема алтернативе (енгл. There is no alternative, TINA) је био слоган који је често користила британска конзервативна премијерка Маргарет Тачер.
Израз је коришћен да означи Тачерову тврдњу да је тржишна привреда једини систем који функционише и да је расправа о томе завршена. Један критичар је окарактерисао значење слогана као „глобализовани капитализам, такозвана слободна тржишта и слободна трговина су били најбољи начини за изградњу богатства, расподелу услуга и раста привреде. Дерегулација је добра (-{good}-), ако не и Бог (-{God}-)." Насупрот томе, Тачер је описала да њена подршка тржиштима потиче од основнијег, моралног аргумента. Конкретно, она је тврдила да тржишни принцип избора проистиче из моралног принципа да за људско понашање ако би било морално оно захтева слободан избор.
Историјски гледано, израз се може испратити све до класичног либералног мислиоца из 19. века Херберта Спенсера у његовој књизи Душтвене статике. Противници принципа су га користили на подругљив начин. На пример, министар Норман Сент Џон-Стивас, један од водећих „ветса”, сковао је за Маргарет Тачер надимак „Тина” као акроним овог израза.
Последњих година израз се широко користи на финансијским тржиштима. Стратег Џејсон Тренерт, председник Стратеге, први је популаризовао тај израз међу инвеститорима у Вол стрит журналу априла 2013. године. У њему је рекао да су берзанске акције биле једина алтернатива институционалним инвеститорима којима је потребан опоравак у свету непрестано ниских каматних стопа и финансијске репресије .
Ангела Меркел је 2010. године употребила израз alternativlos   (дословно „без алтернативе“; нема алтернативе) као одговор на на Европску дужничку кризу што је довела до тога да израз постане Не-реч године.